# Grupo Especial de Operaciones Federales
El Grupo Especial de Operaciones Federales (GEOF) es una unidad de operaciones especiales de la Policía Federal Argentina. Esta unidad es conocida como la elite de fuerzas especiales de  Argentina, está preparada para actuar en misiones de alta peligrosidad, los operadores pasan por un entrenamiento riguroso donde un porcentaje muy bajo logra terminar.
Por definición, es un equipo de fuerzas especiales que se encuentra capacitado y entrenado en forma permanente tanto física, intelectual, táctica y operacionalmente para llevar a cabo con éxito las misiones mas delicadas en terminos de crimenes complejos. Y eso es lo que se puede ver en la práctica cuando les toca intervenir como en el caso de crisis por toma de rehenes, operaciones anti terroristas, anti narcotrafico, accion directa, espionaje, contra inteligencia, allanamientos de alta peligrosidad y proteccion presidencial. Asi mismo trabajan en conjunto con los Servicios de Inteligencia de Argentina (SIDE) y con INTERPOL.

## Jerarquía administrativa
El GEOF es una unidad que depende de la Dirección General de Fuerzas de Operaciones Especiales de la PFA. A pesar de que la existencia de las fuerzas especiales en Argentina empieza en 1930, la unidad fue oficialmente creada después del Atentado a la AMIA de 1994. En 1994, su primera sección estuvo establecida en Tucumán y en 1997 una segunda división estuvo constituida en Rosario. Al año siguiente, se formó el grupo de Buenos Aires. A su vez que en ese mismo año, todos los grupos se concentran en esta ciudad y se forma una División bajo las órdenes del Subcomisario Claudio Pereyra, jefe del GEOF Buenos Aires y el Subcomisario Aníbal Adriel jefe de la Sección Tucumán...
La División es una unidad antiterrorista táctica, "dentro de las hipótesis de intervención tenemos el narcoterrorismo, terrorismo, narcotráfico, custodias especiales y las situaciones de crisis con rehenes, aunque estas últimas son las más conocidas", sostiene el subcomisario Adriel. 
"Nosotros actuamos en apoyo del personal que brinda seguridad especial cuando están de visita en nuestro país dignatarios extranjeros" ejemplifica Adriel y agrega "podemos hacer apoyo táctico al personal encargado de la seguridad o el traslado de delincuentes peligrosos". 
Para ellos las misiones se dividen en previstas e imprevistas. Dentro de las primeras agrupan todas aquellas que toman conocimiento con anterioridad como por ejemplo: la visita del Presidente de la Nación a algún sitio o se deba colocar un contra-sniper o bien un allanamiento por disposición de un juzgado nacional o metropolitano ya que tienen jurisdicción en toda la República Argentina. Mientras que las tomas de rehenes las ubican dentro de las imprevistas, pero para las que se preparan cotidianamente.

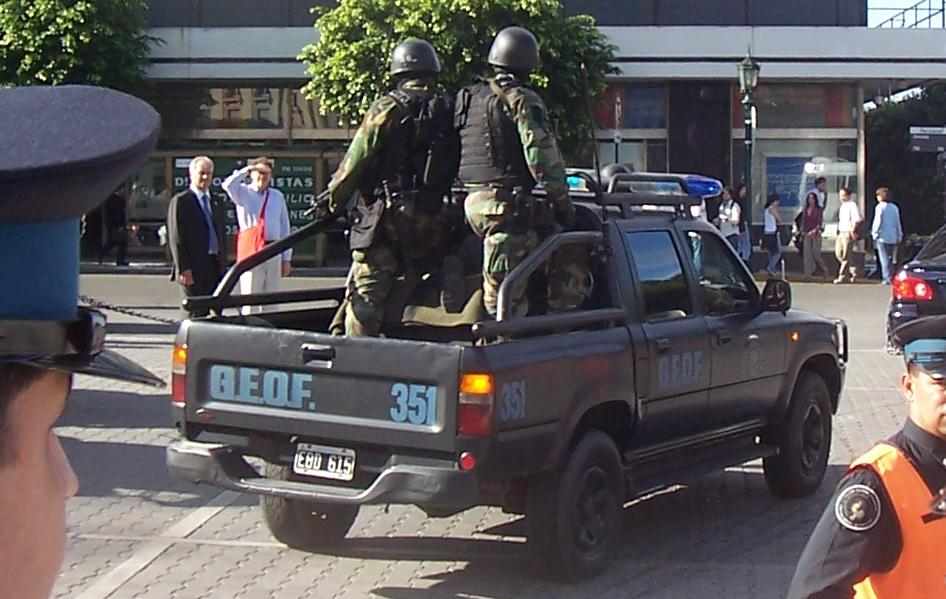
Miembros del GEOF en actividad. 2006

También pueden intervenir por solicitud de alguna división como homicidios o el departamento drogas peligrosas si tienen que hacer un allanamiento de alta peligrosidad o rápida definición. "Alta peligrosidad es porque se prevé que en el lugar a allanar pueda haber personas armadas o pueda generarse una situación peligrosa para el personal policial o personas inocentes y de rápida definición porque se van a descartar de la droga, por eso hay que entrar rápidamente e inmovilizar el lugar" explica el subcomisario.
Si algo los caracteriza a los hombres del GEOF es la velocidad ya que en 5 segundos pueden retomar, por ejemplo, una casa grande o como lo definió una víctima de la toma de rehenes de un conocido banco en Flores "en un abrir y cerrar de ojos ya había 10 tipos reduciendo a los delincuentes". Y esto se debe a que su capacitación básica es el combate a cuarto cerrado.
Todos los integrantes del grupo desde el comandante hasta el último de los agentes están por voluntad ya que es un grupo con características distintas a las otras unidades policiales.

## Entrenamiento del personal
El curso de formación es dictado por el Centro de Especialidades y Coordinación Operativa de la Fuerza de Operaciones Especiales, dura 20 semanas y está dividido en dos periodos, con solo un 15% de aprobación. Los temas incluyen técnicas de francotirador, artes marciales,  y explosivos especialidad conocida como el "brechero". El GEOF constantemente entrena con unidades especiales de otros países como el Equipo de Rescate de Rehén del FBI, Fuerzas Especiales del Ejército de los Estados Unidos , el Yamam de Israel y numerosos grupos SWAT. Al GEOF, se lo apoda 4T (todo tiempo-todo terreno) y tiene poder pleno en todas las jurisdicciones del país.

## Armamento
El G.E.O.F. posee el IWI ACE-N 22 y el SG 552 Commando calibre 5.56x45mm como arma principal. Como arma secundaria, el personal de dicho grupo especial porta la pistola Glock 17, Beretta 92, HK USP .45 y Bersa Thunder 9 calibre 9x19mm
Por otra parte, en cuanto a precisión se refiere, los francotiradores se encuentran dotados con fusiles de precisión de la firma H-S Precision, siendo uno de los modelos con acción de cerrojo Remington 700 y el otro con el mismo sistema de accionamiento pero de la firma Winchester en su clásico modelo 70, ambos en calibre 308W. Ambos modelos de fusiles poseen miras óptica de aumentos variables marcas Leupold y Springfield Armory (esta última con retículo iluminado).
La munición utilizada por estas últimas armas es de la marca Winchester, modelo Gold Medal, de características Match y con una punta Sierra HPBT, de 11 g.

### Armas
Pistolas
- Glock 17
- Beretta 92
- Bersa Thunder 9
- Heckler & Koch USP

Subfusiles
- Heckler & Koch MP5
- IWI Uzi Pro

Fusiles de asalto
- SG 552 Commando
- IWI ACE-N 22
- Heckler & Koch HK33
- FN FAL

Escopetas
- Mossberg 500 Breacher
- Remington 870

Ametralladoras
- FN MAG
- FN Minimi
- IWI Negev

Fusiles de francotirador
- M110 SASS
- McMillan TAC-308
- M24 SWS
- H-S Precision HTR

### Vehículos
- Iveco Daily
- Ford Ranger
- BDX
- Dongfeng CSK-131
- Kawasaki KLR650